# باب مک‌نایت
باب مک‌نایت (انگلیسی: Bob McKnight; ۱۹ مارس ۱۹۳۸ – ۲۱ مارس ۲۰۲۱) بازیکن هاکی روی یخ اهل کانادا بود.